# 벨렌 루에다
벨렌 루에다(Belén Rueda, 1965년 3월 16일 ~ )는 스페인의 배우이다.

## 출연 작품
- 트윈 머더스: 살인 코드  (2019)
- 쿠에리도 포토그라마스 (2018)
- 108: 잠들 수 없는 시간 (2018)
- 엘 팍토 (2018)
- 퍼펙트 스트레인저스 (2017)
- 오비터 9 (2017)
- 스트링스 (2014)
- 쎄븐 플로어 (2013)
- 더 바디 (2012)
- 돈 비 어프레이드 (2011)
- 포 더 굿 오브 아더스 (2010)
- 줄리아의 눈 (2010)
- 세비지 그레이스 (2007)
- 오퍼나지: 비밀의 계단 (2007)
- 씨 인사이드 (2004)